# Porcupine Tree
Porcupine Tree (Porcupine Tree, дослівно перекладається як «їжатцеве дерево») — англійський гурт прогресивного року, заснований у 1987 році гітаристом, співаком і композитором Стівеном Вілсоном.
Колектив розпочав свою діяльність як сольний проєкт Вілсона, але у 1993 році, музикант запросив до співпраці Річарда Барбієрі (клавішні), Коліна Едвіна (бас-гітара) та Кріса Мейтленда (ударні) як постійних членів гурту. У такому складі (разом з Вілсоном як гітаристом та вокалістом) гурт існував до 2001 року, після того Мейтленда замінив ударник Гевін Харрісон.

## Історія гурту

### Початок (1987—1990)
Гурт Porcupine Tree виник у 1987 році як спільний проєкт-розіграш Стівена Вілсона і музиканта Малколма Стокса (Malcolm Stocks). Частково навіяні музикою психоделічних / прогресивних гуртів 1970-х років (особливо Pink Floyd), які домінували на музичній сцені їхнього дитинства та юності, обидва митці вирішили створити вигаданий легендарний рок-гурт під назвою Porcupine Tree. Музиканти сфабрикували детальний життєпис гурту, включно з інформацією про ймовірних учасників і назви альбомів, а також про такі вигадані події, як зустріч на рок-фестивалі 70-х років, поїздки у в'язницю тощо. Як тільки Вілсону вдалося накопичити достатню суму коштів, щоб придбати власне студійне обладнання, музикант був змушений записати кілька годин музики, щоб забезпечити «докази» існування гурту. Хоча Стокс і надав для запису кілька опрацьованих вокальних пасажів та елементів експериментальної гри на гітарі, його роль у проєкті переважно зводилась до нерегулярних ідей; основна ж частина матеріалу була написана, записана і виконана Вілсоном.
У цей момент, коли Porcupine Tree почав значити щось більше, ніж жарт і приватна розвага, Вілсон сконцентрувався на іншому проєкті — No-Man — спільно з англійським співаком і автором пісень Тімом Боунессом (Tim Bowness). Проте, вже у 1989 році, Вілсон почав розглядати частину музики Porcupine Tree як потенційний ринковий товар і записав 80-хвилинний касетний альбом Tarquin's Seaweed Farm під «вивіскою» Porcupine Tree. Але й тут не обійшлося без жартів: Вілсон включив до касети восьмисторінкову вкладку, яка висвітлювала вигадану історію Porcupine Tree разом зі згадкою про таких фіктивних членів групи як Sir Tarquin Underspoon чи Timothy Tadpole-Jones.
Вілсон надіслав копії альбому Tarquin's Seaweed Farm до кількох відомих осіб, які, на його думку, могли б зацікавитись записом. Одна з копій потрапила до Річарда Аллена (Richard Allen), дописувача британського контркультурного журналу Encyclopaedia Psychedelica і співредактора журналу психоделічного гаражного року Freakbeat, який розмістив рецензію на альбом в обидвох часописах. Хоча Аллену й не все сподобалось з наданого матеріалу, переважно альбом отримав позитивний відгук. Через кілька місяців Аллен запросив Вілсона зробити свій внесок у подвійний альбом A Psychedelic Psauna, випуском якого розпочинав діяльність новостворений лейбл звукозапису Delerium Records. Відтоді аж до 2004 року Аллен став менеджером, прес-агентом і промоутером гурту. Вілсон активно продовжував працювати над новим матеріалом і у 1990 році записав мініальбом The Love, Death & Mussolini E.P., який вийшов дуже обмеженим накладом у кількості 10 примірників. Цей мініальбом залишається дуже рідкісним колекційним записом і складається з дев'яти треків, які анонсували майбутній другий повноцінний альбом гурту, що побачив світ на касеті у 1990 році під назвою Nostalgia Factory. На цей час Porcupine Tree став повністю сольним проєктом: Стокс тихо-мирно зайнявся іншими справами.

### ПеріодDelerium Records(1991—1997)

#### АльбомOn The Sunday Of Life…(1992)
Водночас з випуском збірника A Psychedelic Psauna, який містив трек Porcupine Tree Linton Samuel Dawson, нещодавно утворений редакторами часопису Freakbeat Річардом Алленом та Айвором Труменом (Ivor Trueman) лейбл Delerium Records запропонував перевидати касетні альбоми Tarquin's Seaweed Farm і The Nostalgia Factory. Дві сотні копій кожної касети було продано через поштове замовлення журналом Freakbeat, і незабаром Porcupine Tree став «таємничою» новою подією у тодішній британській андеграундній психоделічній музиці. Незабаром після цього Delerium запросив Вілсона підписати контракт як одного з митців — засновників фірми звукозапису. Першим релізом після цього у середині 1992 року став альбом On The Sunday Of Life..., виданий як подвійна вінілова довгогральна платівка (LP) або одинарний компакт-диск (CD). Назву альбому обрано з довгого списку беззмістовних назв, укладених Річардом Алленом. On The Sunday Of Life… спочатку було задумано як альбом з 4 LP або 2 CD із записом обидвох касетних альбомів у повному обсязі, але пізніше зупинилися на збірці вибраних Вілсоном найкращих композицій, у тому числі майбутньої улюбленої пісні «на біс» Radioactive Toy. Решта музики з оригінальних стрічкових касет вийшла обмеженим накладом як збірник Yellow Hedgerow Dreamscape. Початковий наклад On The Sunday Of Life… становив 1000 екземплярів. Альбом продавався дуже добре, особливо в Італії. До 2000 року було продано понад 20 000 екземплярів альбому. 2004 року Вілсон здійснив ремастеринг та записав ремікси трьох перших касетних стрічок (Tarquin's Seaweed Farm; The Love, Death & Mussolini; The Nostalgia Factory), видавши їх у тридисковому бокс-сеті під назвою Footprints: Cassette Music 1988—1992, причому набір поширювався тільки у сімейному колі та серед друзів.

#### АльбомUp The Downstair(1993)
У розпал зростання успіху Porcupine Tree інший гурт Вілсона No-Man отримував прекрасні відгуки британської преси і підписав у 1991 році угоду з провідним британським незалежним музичним видавцем Hit & Run Music Publishing, що у результаті призвело до укладання контрактів зі студіями звукозапису One Little Indian Records (Велика Британія) та Epic 440/Sony (США). Успіх гурту No-Man дав можливість Вілсону покинути постійну роботу і присвятити весь час суто музиці.

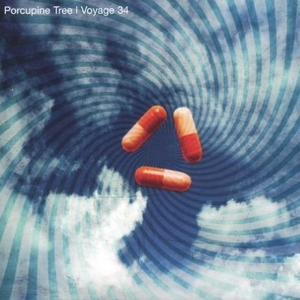
Обкладинка перевидання збірника Voyage 34: The Complete Trip, 2004

У травні 1993 року вийшов другий альбом Porcupine Tree під назвою Up The Downstair — ще один нездійснений подвійний альбом: композицію Voyage 34, що повинна була зайняти другий диск, врешті-решт було вирішено випустити окремо як сингл. Альбом отримав високі оцінки: Melody Maker описував його як «психоделічний шедевр … один з альбомів року». Альбом містив сплав електронної музики і року, а також звістив про появу як запрошених музикантів двох майбутніх членів Porcupine Tree: Річарда Барбієрі з артрок-групи 70—80-х років Japan та Коліна Едвіна. У листопаді 1993 року Voyage 34 було перевидано разом з додатковим 12-дюймовим реміксом британського гурту Astralasia. Альбом зумів увійти в інді-чарт NME на шість тижнів і стати класикою андеграундного чилауту, навіть без «прокрутки» на радіо.

#### АльбомThe Sky Moves Sideways(1995)
Після успіху другого альбому Вілсон зрозумів, що необхідно розширити рамки Porcupine Tree, зокрема розпочати концертну діяльність. Музикант запросив до співпраці Річарда Барбієрі (клавішні), Коліна Едвіна (бас-гітара) та Кріса Мейтленда (ударні) як постійних членів гурту, і вже у грудні 1993 року відбувся перший живий виступ колективу. Троє нових членів гурту вже працювали з Вілсоном у різних проєктах, особливо Барбієрі та Мейтленд, який був гастрольним учасником гурту No-Man. Перший концертний альбом колективу у новому складі Spiral Circus включав записи з перших трьох виступів, у тому числі на BBC Radio One. Мініальбом Moonloop (листопад 1994), треки з якого були записані під час сесій нового повноформатного альбому, став першим студійним записом оновленого гурту.

Третій альбом The Sky Moves Sideways, який побачив світ у лютому 1995 року, мав успіх серед шанувальників прогресивного року, а Porcupine Tree був проголошений як Pink Floyd 1990-х років. Вілсон пізніше нарікав на це, заявивши:
Я не можу нічого з цим вдіяти. Це правда, що в період створення The Sky Moves Sideways, я зробив трохи занадто для задоволення шанувальників Pink Floyd, які слухають нас, тому що ця група більше не випускає альбомів. Більше того, я шкодую про це.
По суті, альбом став перехідною роботою колективу з музикою, наполовину записаною до і наполовину після оновлення Porcupine Tree. До альбому входили елементи експансивного звукового пейзажу (англ. soundscape), експериментальні мелодії та ембієнт, звучання стало електроннішим і включало моменти джем-сесії.
З огляду на структуру, альбом часто порівнюють з Wish You Were Here (1975) гурту Pink Floyd, оскільки заголовний твір, переважно інструментального характеру, The Sky Moves Sideways так само розбитий на дві частини, розміщених на початку та наприкінці альбому. Перший трек з чотирьох частин The Sky Moves Sideways Phase 1 — одна з найдовших композицій Стівена Вілсона. Разом із мініальбомом Moonloop The Sky Moves Sideways став першим альбомом гурту, виданим в Америці восени 1995 року, який отримав сприятливі відгуки преси по обидва боки Атлантики. Впродовж 1995 року Porcupine Tree провів численні концертні виступи на музичних майданчиках Великої Британії, Нідерландів, Італії та Греції.

#### АльбомSignify(1996)
Не зовсім задоволені з наполовину колективного, наполовину сольного характеру The Sky Moves Sideways, музиканти Porcupine Tree швидко розпочали записувати новий повністю спільний альбом. Вілсон зізнався, що він завжди «з любов'ю відносився до ідеї рок-гурту», оскільки «гурт — це свого роду і гламур, і привабливість, і романтика, а сольним проєктам їх просто бракує». Упродовж року Porcupine Tree спорадично працював над більш жорстким і амбітним рок-звучанням, результатом чого став вихід синглу Waiting, що увійшов в UK Independent Albums Chart (чарт незалежної музики Великої Британії) та повноформатного четвертого альбому Signify (вересень 1996 року).

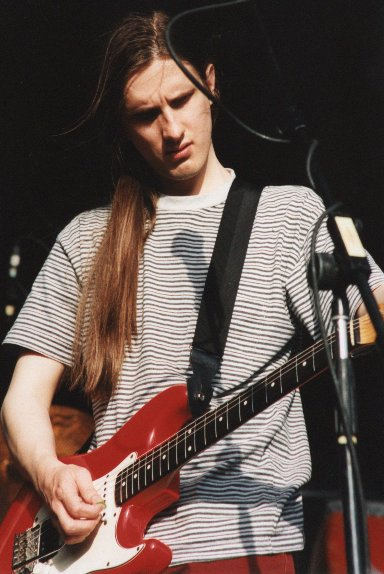
Стівен Вілсон у Strawberry Fair, Кембридж, 1997

Альбом став сумішшю інструментальних композицій та пісенних мелодій; численних рок- і авангардних стилів, зокрема краутроку. Треки стали коротшими, ніж у попередньому альбомі.
Вілсон висловив задоволення напрямком звучання альбому, заявивши, що
…такі треки як Every Home Is Wired і Dark Matter повністю вийшли за рамки як жанру, так і схожості з чимось іншим. Зрештою гадаю, що ми творимо абсолютно оригінальну форму музики 1990-х, коріння якої сягає вглиб прогресивної музики.
Після виходу Signify значна частина впливових європейських ЗМІ проявила неабияку зацікавленість Porcupine Tree. Музиканти отримали схвальні відгуки на більшість треків з альбому, особливо на композицію Intermediate Jesus, яка виникла з джем-сейшену, пізніше виданого на платівці Metanoia наприкінці 1998 року.
У березні 1997 року Porcupine Tree зіграв три нічних концерти у Римі перед аудиторією більше 5000 осіб. Усі виступи було записано і використано у концертному альбомі 1997 року Coma Divine – Recorded Live In Rome, який вийшов як прощальний альбом під егідою лейблу Delerium Records, що більше не мав необхідних ресурсів для подальшого просування Porcupine Tree на світовий ринок. Наприкінці 1997 року перші три альбоми пройшли ремастеринг і були перевидані. Signify також був виданий у США лейблом Ark 21 Miles Copeland.

### ПеріодSnapper Music(1998—2001)

#### АльбомStupid Dream(1999)
Вілсон, Барбієрі, Едвін і Мейтленд провели увесь 1998 рік записуючи п'ятий студійний альбом, в якому відобразився рух групи у напрямку до пісеннішої форми. Вілсон визнав, що цього разу він був «набагато більше зацікавлений у написанні пісень як виду мистецтва, ніж у розвитку звукового пейзажу» і зазначив, що зазнав впливу альбому Pet Sounds гурту The Beach Boys; американського музиканта Тодда Рандґрена; гурту Crosby, Stills, Nash & Young та «всіляких інших справді хороших пісенних колективів». Він також зазначив, що «зацікавився ідеєю поп-пісні як свого роду експериментальної симфонії».
Pure Narcotic — акустична пісня без застосування ударних. У тексті пісні згадується назва альбому 1995 року гурту Radiohead The Bends.
Porcupine Tree записував альбом у період розриву з Delerium Records, але перед виходом Stupid Dream у березні 1999 року було підписано контракт з лейблом Snapper Music / Kscope. На підтримку п'ятого альбому Porcupine Tree провів велике турне по Великій Британії, Італії, Греції, Голландії, Бельгії, Швейцарії, Німеччині, Франції, Польщі і США. Три синглу з альбому, Piano Lessons, Stranger By The Minute та Pure Narcotic, досягли високих місць у чартах незалежної музики Великої Британії та на плейлистах радіостанцій. Хоча звучання Stupid Dream було певним відходом від напрямку ранніх альбомів, цей твір не тільки приніс групі нову хвилю популярності, але й став бестселером і найвідомішим релізом гурту на той час.

#### АльбомLightbulb Sun(2000)
Завершений до лютого 2000 року, зі струнним аранжуванням Дейва Грегорі (Dave Gregory) з гурту XTC, шостий студійний альбом Porcupine Tree під назвою Lightbulb Sun був побудований на суміші пісень, звуковому пейзажі та рок-динаміці попереднього альбому Stupid Dream. Виходу твору у травні 2000 року передувало видання синглу Four Chords That Made A Million. Аншлаговим виступом у клубі Scala в Лондоні розпочався короткий період британських шоу, які продовжились виступами на європейських фестивалях і участю у великому турне на підтримку гурту Dream Theater. Гурт продовжив гастролі наприкінці 2000 і на початку 2001 року, зокрема відбулося перше велике турне по Німеччині. Спеціальне подвійне CD-видання альбому Lightbulb Sun було видано в Ізраїлі та Німеччині.
У травні 2001 року Porcupine Tree випустив збірник сторін Б під назвою Recordings, який включав дев'ять треків з періоду сесій Stupid Dream та Lightbulb Sun, які не потрапили до обидвох альбомів. Цього ж місяця як гурт підтримки Porcupine Tree здійснили три виступи на концертах Marillion у Франції, Німеччині та Нідерландах. У червні група відіграла коротке турне по США, починаючи з виступу на рок-фестивалі NEARfest у Пенсільванії і закінчуючи аншлаговим концертом у клубі The Bottom Line в Нью-Йорку. Незабаром після цього гурт оголосив про підписання нового міжнародного контракту з лейблом Lava Records / Atlantic Records.

### ПеріодLava Records(2002—2005)

#### АльбомIn Absentia(2002)
У лютому 2002 року склад Porcupine Tree зазнав змін: після восьми років роботи гурт покинув ударник. На заміну Мейтленду до гурту успішно влився давній знайомий музикантів Гевін Харрісон. У березні 2002 року був виданий бокс-сет з набором ранніх робіт гурту Stars Die: The Delerium Years 1991–1997, а гурт розпочав записувати свій перши альбом під егідою нового великого лейблу, маючи у запасі зо три десятки пісень, написаних Вілсоном у попередні два роки. Сесії запису проходили в Avatar Studios в Нью-Йорку і Лондоні, за участю ветерана звукорежисури Пола Нортфілда і аранжувальника струнних Дейва Грегорі, які відіграли важливу роль у створенні запису. Мікшування альбому відбулось у травні 2002 року в Лос-Анджелесі. Стиль звучання знову помітно змінив напрямок, зокрема в сторону прогресивного металу. Так, вже у першій пісні Blackest Eyes чути важкі гітарні рифи поряд з акустичними пасажами та переконливими повнозвучними вокальними партіями. У результаті шостий альбом гурту In Absentia був виданий лейблом Lava Records у вересні 2002 року.

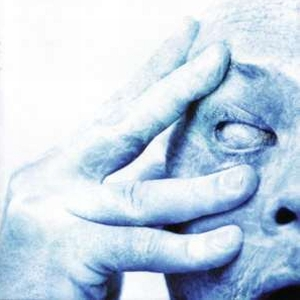
Обкладинка альбому In Absentia

Porcupine Tree також видав версію альбому у форматі об'ємного звуку 5.1, мікшування якого виконав нагороджений відзнакою Греммі продюсер Елліот Шайнер. Версія альбому In Absentia з об'ємним звуком здобула нагороду за найкращий 5.1 мікс (2004 Surround Music Award) у Лос-Анджелесі. Для розкрутки альбому гурт здійснив чотири концертних турне по Європі та Північній Америці, у тому числі один з відомим шведським метал-гуртом Opeth. Під час гастролей склад гурту додатково збільшувався за рахунок запрошеного вокаліста / гітариста Джона Веслі. Під час турне візуалізація виступів Porcupine Tree була піднята на новий рівень за допомогою режисера і фотографа Лассе Хойле (Lasse Hoile), який створив обкладинку для In Absentia, а тепер продовжував створювати темний і сюрреалістичний візуальний ряд до музики гурту. Тривала рекламна кампанія In Absentia закінчилась 30 листопада 2003 року, коли колектив відіграв аншлаговий концерт у театрі London Astoria. Упродовж 2003 року Porcupine Tree створили свій власну фірму звукозапису Transmission з інтернет-магазином, організованим лейблом Burning Shed record. Першим релізом на Transmission була студійна сесія, записана для XM Radio (Вашингтон, окр. Колумбія), а пізніше у 2004 році — записи на польському радіо 2001 року. Гурт використовував лейбл для видання додаткових матеріалів, як-от мініальбомів (EP), демостраційних та концертних записів. Крім того, у 2003 році розпочалася кампанія перевидання / ремастерингу більшості ранніх альбомів з розширенням їх до подвійних CD-альбомів (Up The Downstair, The Sky Moves Sideways, Signify), а також перевидання Stupid Dream та Lightbulb Sun, які містили компакт-диск з новим стереоміксом та DVD-Аудіо з об'ємним звучанням 5.1.

#### АльбомDeadwing(2005)
На початку 2004 року гурт розпочав сесійний запис наступного альбому Deadwing, другого для Lava Records. Альбом був натхнений сценарієм фільму, написаного Вілсоном разом зі своїм другом режисером Майком Бенніоном. Сесії запису були завершені у листопаді 2004 року, сам альбом був виданий в Європі та США впродовж весни 2005 року як у стереоверсії, так і у версії об'ємного звучання 5.1 з двома синглами: Shallow (США) та Lazarus (Європа). Альбом тільки виграв від запрошення як гостьових музикантів Адріана Белью з King Crimson та Мікаеля Окерфельдта з гурту Opeth і досягнув комерційного успіху, не в останню чергу, у зв'язку з підняттям композиції Shallow до номера 26 у Hot Mainstream Rock Tracks журналу Billboard. Крім того, балада Lazarus, в якій звучать голосові гармонії Мікаеля Окерфельдта та мінімалістський фортепіанний акомпанемент, увійшла до German Singles Top 100 під номером 91. Пісня Shallow була також включена до саундтреку американського бойовика режисера Джона Синґлтона Кров за кров. Того ж 2005 року альбом здобув премію Surround Music Awards за найкраще об'ємне звучання і був визнаний найпоширенішим американським часописом в області домашньої електроніки і розваг Sound & Vision альбомом 2005 року номер 2. Турне на підтримку альбому розпочалося у Великій Британії наприкінці березня і тривало впродовж усього року. Майк Бенніон створив вебсторінку, яка була присвячена майбутньому фільму Deadwing, де режисер помістив перші 15 сторінок сценарію і трейлер. Проте, попри закінчений сценарій, проєкт не було зреалізовано через відсутність бюджету. У Японії Deadwing вийшов тільки 24 березня 2006 року — це був перший альбом групи, виданий у цій країні.

### ПеріодRoadrunner Records(2006—2010)

#### АльбомFear Of A Blank Planet(2007)
У серпні 2006 року Porcupine Tree оголосив про підписання контракту з фірмою звукозапису Roadrunner Records UK. 21 серпня 2006 року, ще до виходу першого релізу на Roadrunner, лейблом Snapper було видано концертний DVD Arriving Somewhere... із записом виступів гурту під часу туру на підтримку Deadwing у США (жовтень 2005 р.). Після видання цього альбому відбулось коротке турне, під час якого Porcupine Tree виступав впродовж 50 хвилин з новим матеріалом до майбутнього студійного альбому у першій половині шоу. Гурт супроводжували шведський колектив Paatos в Європі та ProjeKCt Six у США.

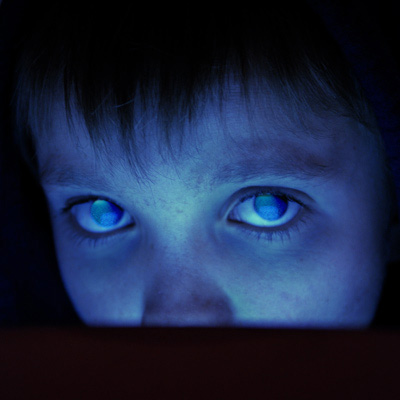
Обкладинка альбому Fear of a Blank Planet

Група оголосила назву наступного альбому Fear Of A Blank Planet у січні 2007 року, а вийшов він 16 квітня цього ж року. Альбом потрапив у чарти майже усіх європейських країн, досягнув 59-го місця на Billboard 200. Концертний тур 2007 року, що складався з 92 виступів, охопив також країни, в яких Porcupine Tree ніколи не виступав: наприклад, Фінляндію чи Мексику. Музиканти взяли участь у кількох музичних фестивалях: Voodoo Experience в Новому Орлеані; фестивалях-близнюках Hurricane та Southside у Німеччині, а також у Download Festival у Донінгтон Парку (Лестершир, Англія). 2008 року відбувся перший концертний виступ в Австралії.

Тексти пісень альбому розповідають про такі розповсюджені на початку 21-го сторіччя проблеми суспільного життя, особливо серед молоді, як біполярні розлади; синдром порушення активності та уваги; зловживання наркотиками; алієнація; розбещування засобами масової інформації. Концепція альбому навіяна романом Брета Істона Елліса (Bret Easton Ellis) 2005 року Місячний парк (Lunar Park), а його назва натякає на альбом Public Enemy 1990 року Fear Of A Black Planet. Обидва твори відображають специфіку загальновідомих конфліктів, що хвилювали чи хвилюють світову спільноту у певний час. Так, Вілсон зазначає, що «міжрасові відносини, які були головною проблемою серед молоді у період виходу альбому Public Enemy, у XXI сторіччі замінили загальна поверховість, нудьга та інтроверсія. Альбом містить творчий внесок запрошених музикантів: Алекса Лайфсона з гурту Rush та Роберта Фріппа з King Crimson.
Мене лякає, що нинішнє покоління дітей, які народилися під час цієї інформаційної революції, зростає разом з Інтернетом, стільниковими телефонами, iPod-ами; усі ці «завантажувальна» (download) культура, «American Idol», реаліті-шоу, рецептурні наркотики, PlayStations відвертають людей від того, що важливо в житті; від того, що повинно розвинути відчуття допитливості, що там зовні». (З інтерв'ю Стівена Вілсона 23 березня 2007 року).

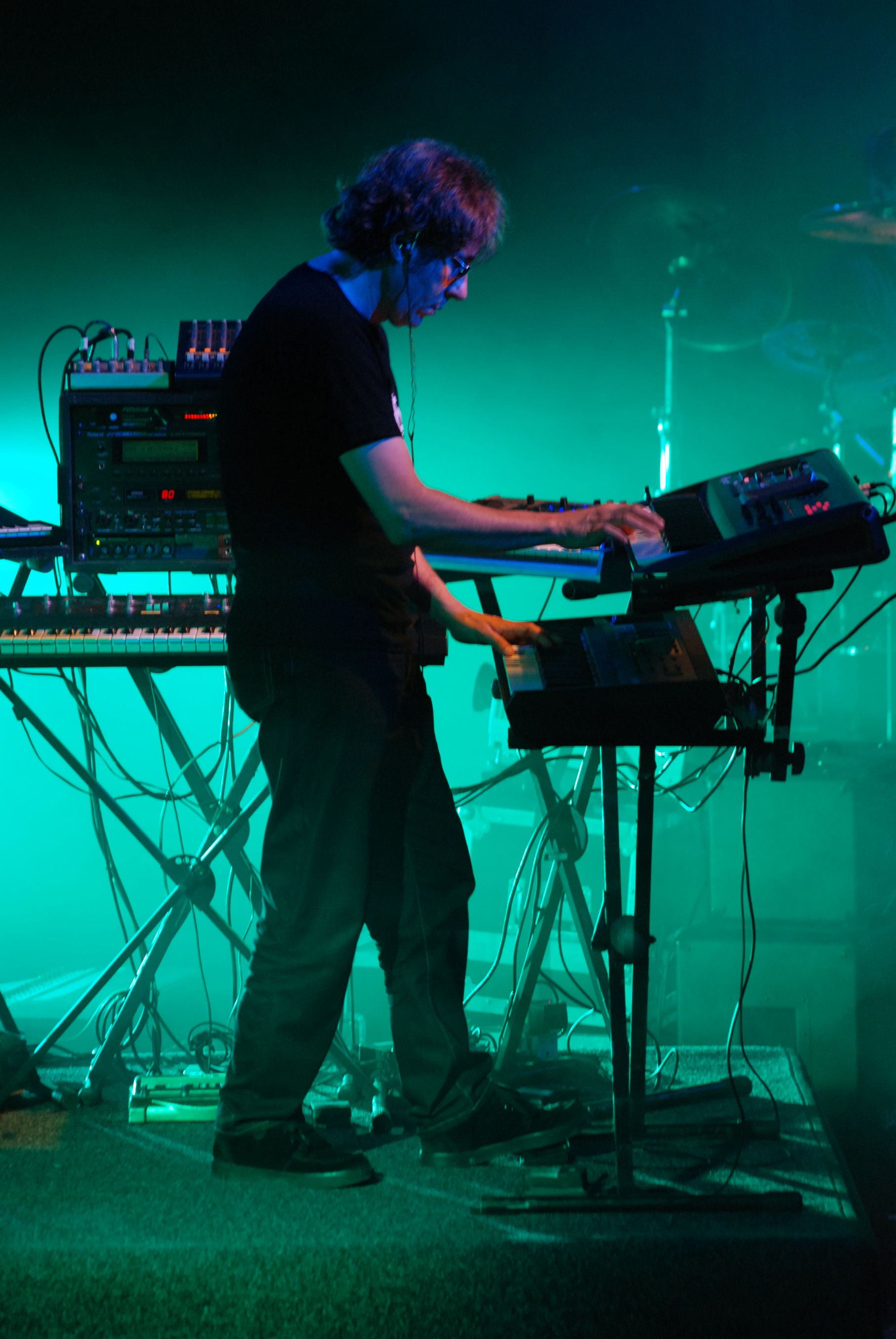
Річард Барбьері під час виступу Porcupine Tree у Кракові, Польща, 2007 рік

5 листопада 2007 року Fear Of A Blank Planet здобув нагороду «Альбом 2007 року» від часопису Classic Rock. У грудні цього ж року альбом був номінований на Grammy Award for Best Surround Sound Album (нагорода Греммі за найкращий альбом об'ємного звучання). Альбом був визнаний найкращим альбомом 2007 року читачами сайту Dutch Progressive Rock Page. 17 вересня 2007 року побачив світ новий мініальбом (EP) під назвою Nil Recurring, який містив чотири треки із сесій запису Fear Of A Blank Planet, що не потрапили до альбому. Другий етап турне розпочався 3 жовтня 2007 року — тепер для просування нової музики з мініальбому. Nil Recurring піднявся в UK Top 30 Independent Label Albums (найкращі 30 альбомів незалежної музики Великої Британії) до 8-го місця. Запис переважно акустичного виступу, який відбувся 4 жовтня 2007 року у крамниці Park Ave CDs в Орландо (штат Флорида, США), було видано під назвою We Lost The Skyline 18 лютого 2008 року на компакт-диску, а 21 березня 2008 — на вінілі. Хоча планувався повноцінний виступ гурту, брак місця в магазині дозволив зіграти тільки двом гітаристам — Вілсону і Джону Веслі.

#### АльбомThe Incident(2009)
У жовтні 2008 року гурт відіграв короткий концертний тур по Європі, під час якого було відзнято другий фільм-концерт під назвою Anesthetize. Знімання відбувалося 15 і 16 жовтня у Нідерландах у клубі 013 у Тілбурзі, а відео побачило світ 20 травня 2010 року на DVD і Blu-Ray. Під час одного з цих виступів Вілсон повідомив, що Porcupine Tree розпочали роботу над матеріалом до наступного альбому, плануючи його видання у 2009 році. У грудні 2008 року музиканти підтвердили, що
...написання наступного студійного альбому йде повним ходом — гурт недавно провів два тижні у сільській місцевості в Англії, працюючи над новими треками. Запис цих композицій і нового 35-хвилинного пісенного циклу Стівена Вілсона повинні розпочатися в лютому….
Через кілька місяців Вілсон повідомив, що 35-хвилинна пісня продовжувала розвиватися і перетворилася на 55-хвилинну, яка займає увесь диск. 12 червня 2009 року деталі виходу десятого альбому The Incident було опубліковано на сайті Porcupine Tree: «світове видання запису лейблом Roadrunner Records у вигляді подвійного альбому відбудеться 21 вересня. Основною частиною є заголовний трек, що займає увесь перший диск. 55-хвилинний твір описаний як злегка сюрреалістичний пісенний цикл про початок і закінчення, і відчуття, що «після цього речі ніколи не будуть знову такими самими». Самостійно спродюсований альбом завершується чотирма окремими композиціями, записаними під час грудневої студійної сесії минулого року: Flicker, Bonnie The Cat, Black Dahlia та Remember Me Lover, які видані додатковим мінідиском (EP), щоб підкреслити свою незалежність від пісенного циклу на основному диску». Альбом став найбільшим комерційним успіхом гурту на той час, досягнувши № 23 у британських чартах.
Крім того, у червні 2010 року гурт видав ще один концертний альбом Atlanta, який містив запис виступу у Roxy Theatre в Атланті 29 жовтня 2007 року під час турне на підтримку Fear Of A Blank Planet. Альбом продавався тільки онлайн, а уся виручка від продажу була пожертвувана англійському музиканту Міку Карну (Mick Karn) на лікування.

### Припинення діяльності (2011)
Після завершення гастрольного турне на підтримку альбому The Incident у 2010—2011 роках Вілсон записав та видав сольний альбом Grace For Drowning (2010) та альбом Welcome To My DNA одного зі своїх проєктів Blackfield. Спочатку гурт повідомив про можливий початок роботи над новим альбомом у 2012 році: Вілсон згадав «початок 2012 року», а Харрісон припустив, що музиканти розпочнуть роботу в 2012 році, а альбом вийде у 2013 році.
Проте ситуація змінилася, коли у червні 2012 року Вілсон підкреслив свою прихильність до сольної кар'єри, відповідаючи на запитання «…чи є небезпека того, що Porcupine Tree опиниться на узбіччі?» так:
Чесно, я не знаю. Сольна кар'єра для мене нині є, мабуть, найважливішою. Я думаю про неї більше, ніж про все інше, я більше зосереджений на ній, ніж на всьому іншому, я насолоджуюся нею більше, ніж іншим….
Ці слова підтвердилися записом третього сольного альбому Вілсона The Raven That Refused To Sing (And Other Stories) у другій половині 2012 року за допомогою гастрольної групи музиканта. Альбом побачив світ на початку 2013 року, а концертне турне на його підтримку тривало впродовж цього ж року.
Попри бездіяльність Porcupine Tree, фірма звукозапису Kscope у листопаді 2012 року видала концертний подвійний альбом під назвою Octane Twisted, який містив запис виконання наживо альбому The Incident під час концертів 2010 року у Riviera Theater (Чикаго) та у Лондонському королівському Альберт-Холі (Royal Albert Hall).
Переносячи потенційну активність Porcupine Tree принаймні на 2013 рік, Вілсон як і раніше запевняв, що група «не розпалася», і що немає «жодних намірів розколу», але також розповідав, що не має будь-яких конкретних планів на новий альбом гурту. Попри те, що Вілсон, як і раніше, «хотів би повернути Porcupine Tree разом назад у деяку відправну точку», музикант визнав, що не впевнений, в якому напрямку має рухатися гурт, і що «втомився від металу».
...не можна сказати, що гурт розпався або щось подібне. Завжди існує можливість, що ми повернемося усі разом через рік або п’ять, або десять років... нині немає ніяких планів. (З інтерв'ю Вілсона 18 квітня 2013 року).
Успіх сольного альбому The Raven That Refused To Sing (And Other Stories) надихнув Вілсона на створення свого четвертого альбому Hand. Cannot. Erase., над яким він працював впродовж 2014 року і який вийшов 27 лютого 2015 року. У березні 2015 року Вілсон зазначив, що «коли Porcupine Tree збереться разом — до речі, я цього ніколи не виключав — це буде сайд-проєктом. Не повинно виникати в будь-кого жодних сумнівів, що тепер мій головний музичний шлях — сольна робота».
На початку 2016 року погляди Вілсона на відновлення діяльності Porcupine Tree були суперечливими. У лютому, в інтерв'ю часопису Prog, музикант заявив, що існує «велика ймовірність», що Porcupine Tree збереться для запису наступного студійного альбому у невизначеному майбутньому. Проте вже у серпні 2016 року, відповідаючи на запитання щодо гіпотетичного відновлення гурту, Вілсон стверджував, що «ви чекатимете тривалий час, цей гурт більше не існує».

### Повернення (2021)
27 жовтня 2021 року на Instagram-сторінках Стівена Вілсона та Гевіна Харрісона, а також на офіційному YouTube каналі гурту з'явились відео-тизери. 1 листопада 2021 року гурт випустив сингл Harridan на усіх доступних платформах, а також анонсував новий альбом CLOSURE/CONTINUATION і тур у його підтримку, запланований на 2022 рік. Альбом вийшов 24 червня 2022 року.

#### Новий склад
Колін Едвін покинув гурт і не брав участі у записі нового альбому. На концертах партії бас-гітари буде виконувати Нейт Наварро, відомий своїм партнерством із Девіном Таунсендом. Джон Веслі також не буде брати участі у концерах гурту. Замість нього з гуртом буде виступати Ренді МакСтайн. Інформація про нових учасників з'явилась 6 травня 2022 року на офіціальній сторінці гурту в Instagam.

## Музичний стиль

### Впливи

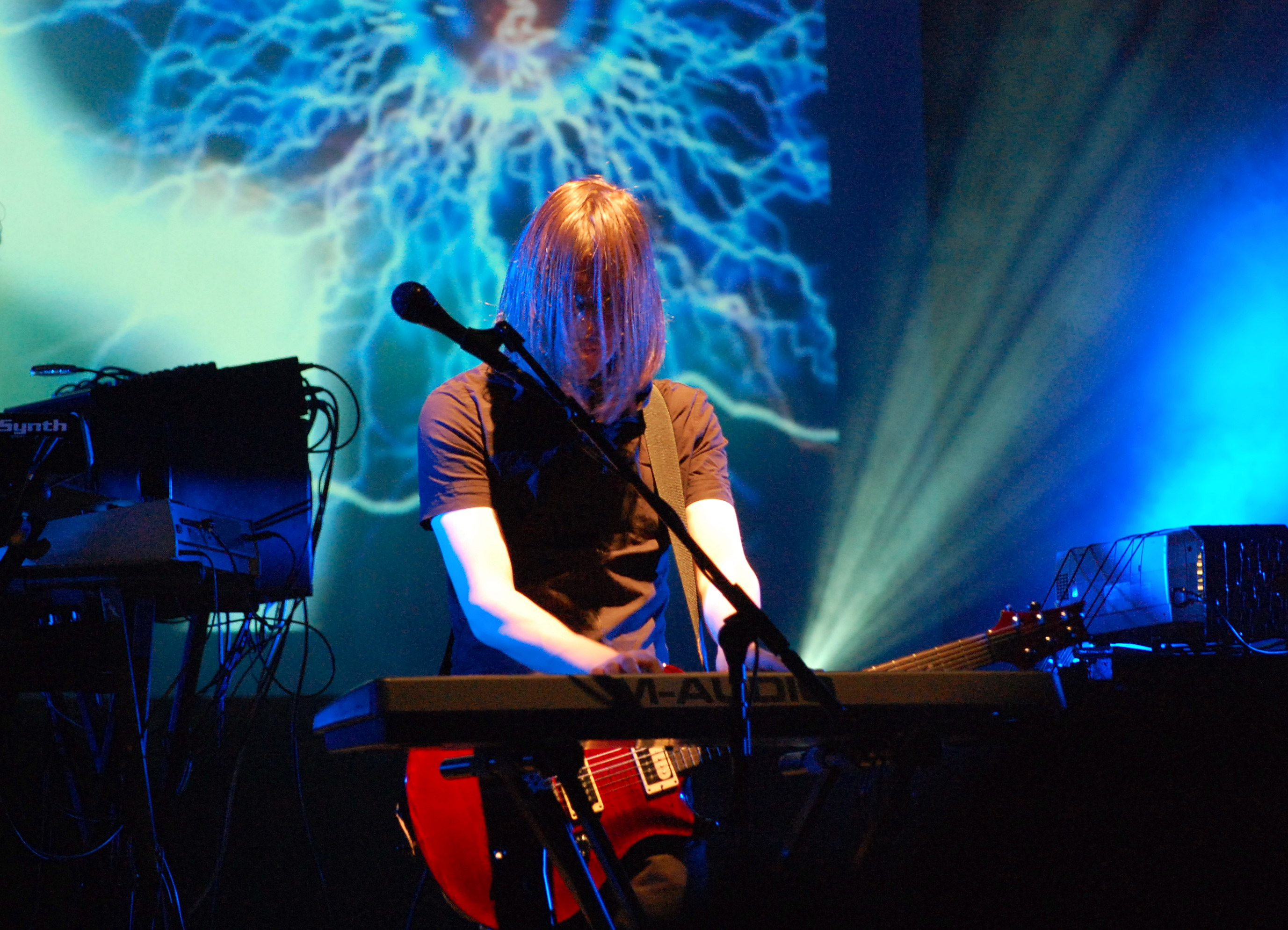
Стівен Вілсон на стадіоні Арена, Познань, Польща, 28 листопада 2007 року

Як пригадує Вілсон, у дитинстві його батьки дарували один одному різдвяні подарунки. Одного разу батько отримав альбом гурту Pink Floyd The Dark Side Of The Moon, а мати — альбом Донни Саммер Love To Love You Baby, які звучали вдома «у безперервному режимі». Ці твори сильно вплинули на подальше створення пісень музикантом, особливо альбом Pink Floyd. Також слід згадати вплив на Вілсона музики гурту Camel, німецького композитора Карлгайнца Штокгаузена та шведського гурту ABBA. Пізніше, у підлітковому віці, Вілсон на деякий час став шанувальником нової хвилі британського хеві-металу, але як тільки він відкрив для себе музику 1970-х і прогресивний рок, його інтерес до металу знизився на користь експериментальної музики. Але на початку 2000-х років Вілсон познайомився з музикою таких груп, як Gojira, Sunn O))), Neurosis та Meshuggah, які відновили його віру в метал. Музикант став продюсером трьох послідовних альбомів шведської групи прогресивного дет-металу Opeth, які мали значний вплив на його подальшу творчість. Також у музиці Porcupine Tree помітний вплив краутроку і електронної музики, оскільки Вілсону подобалася музика таких гуртів, як Can, Neu!, Tangerine Dream, Squarepusher, Aphex Twin і таких виконавців, як Клаус Шульце (Klaus Schulze) чи Конрад Шнітцлер (Conrad Schnitzler) тощо. Вілсон також згадував, що у певні моменти захоплювався творчістю американського музиканта Трента Резнора (Trent Reznor), єдиного постійного учасника гурту Nine Inch Nails.

### Особливості музики
Музику Porcupine Tree часто описують як меланхолійну. Сам Вілсон стверджує, що музика для нього є засобом спрямовувати в одне русло всі свої негативні відчуття, що «простіше писати пісні про негативну сторону світу, ніж про щасливу». У записаному 2001 року на польському радіо «живому» альбомі Warszawa перед виконанням пісні Stop Swimming можна почути слова Вілсона «найсумніша музика часто найкрасивіша».
Porcupine Tree знаний як гурт, що створює дуже концептуальні записи композицій, які пов'язані між собою. Проте, кожна пісня Porcupine Tree має свою помітну індивідуальність. За словами Вілсона,
...основне в Porcupine Tree є те, що всі наші пісні мають унікальний звуковий світ, який вони населяють. Мені не подобається ідея, що будь-яка пісня звучить як інша пісня. Тому більша частина часу витрачається на знаходження або структури, або ритму ударних, який веде вас певним музичним шляхом, або особливої музичної атмосфери, або забарвлення.
Серед інших інструментів, незвичних для рок-гуртів, для запису композицій Porcupine Tree використовував мелотрон, банджо, цимбали чи африканський струнний інструмент гімбрі.

Передусім, музиці Porcupine Tree притаманні висока структурна і експериментальна якість, частий сплав багатьох жанрів в одному треку. Роботи гурту відомі своєю атмосферною природою, багато в чому завдяки стилю гри Барбієрі на клавішних і його здібностей щодо обробки звуку, і кінематографічними можливостями Вілсона, визнаного фаната американського режисера Девіда Лінча, фільми якого відомі своїм звуковим змістом.
Дуже нашароване, дуже продюсоване, дуже аранжоване та зі складним монтажем.
— так Вілсон описує звучання гурту. Крім звичайних видань, альбоми Stupid Dream, Lightbulb Sun, In Absentia, Deadwing, Fear Of A Blank Planet та The Incident доступні у DTS форматі (об'ємне звучання 5.1); цей метод мікшування став традицією для гурту у 2000-х роках.
Porcupine Tree часто класифікують як прогресивний рок-гурт, хоча в минулому Стівен Вілсон висловлював певну неприязнь до використання терміна «прогресивний» стосовно гурту. Проте пізніше музикант повідомив, що з часом став менш прискіпливим до цього слова, вважаючи, що з плином часу термін став «набагато ширшим». Він неодноразово заявляв, що не любить пресу за порівняння Porcupine Tree з нео-прог гуртом чи «новим Pink Floyd». «Для мене це дуже прикро», — прокоментував ситуацію Вілсон в інтерв'ю The Dutch Progressive Rock Page, — «оскільки це навіює, ніби ви існуєте в тіні якоїсь іншої групи. Я особливо ніколи не хотів бути новим будь-ким, я просто хотів бути старим Porcupine Tree або новим Porcupine Tree».
Музика Porcupine Tree помітно вплинула на нове покоління гуртів, серед яких можна виділити польський гурт Riverside, норвезький Leprous та німецький Long Distance Calling.

## Учасники гурту

### Склад
- Стівен Вілсон (Steven Wilson) — вокал, гітара, фортепіано, синтезатор, цимбали, банджо, семплер, інші інструменти (1987—2010, з 2022)
- Річард Барбієрі (Richard Barbieri) — клавішні, синтезатор, фортепіано та обробка звуку (1993—2010, з 2022)
- Гевін Харрісон (Gavin Harrison) — ударні та перкусія (2002—2010, з 2022)

### Колишні учасники
- Кріс Мейтленд (Chris Maitland) — ударні, бек-вокал (1993—2001)
- Колін Едвін (Colin Edwin) — бас-гітара, контрабас (1993—2010)

### Гастрольні учасники
- Джон Веслі (музикант) (John Wesley) — гітара, бек-вокал (2002—2010)
- Ренді МакСтайн (Randy McStine)—гітара (з 2022 року)
- Нейт Наварро (Nate Navarro)—бас-гітара (3 2022 року)

## Дискографія

### Студійні альбоми
- 1992 — On The Sunday Of Life...
- 1993 — Up The Downstair
- 1995 — The Sky Moves Sideways
- 1996 — Signify
- 1999 — Stupid Dream
- 2000 — Lightbulb Sun
- 2002 — In Absentia
- 2005 — Deadwing
- 2007 — Fear Of A Blank Planet
- 2009 — The Incident
- 2022 — Closure / Continuation